# Juresania
Juresania is een geslacht van uitgestorven brachiopoden, dat voorkwam van het Laat-Carboon tot het Perm. 

## Beschrijving
Deze drie tot vier centimeter lange brachiopode kenmerkt zich door de halfronde schelp, een rechte slotrand, een duidelijk ontwikkelde punt, een bolvormige steelklep en een holle armklep. Op beide schelpen zijn stekels aanwezig.

## Soorten
- J. dorudensis Fantini Sestini, 1965
- J. grandispinosa Li, 1986
- J. hispida Chronic, 1949
- J. juresanensis (Tschernyschew, 1902)
- J. kolymaensis Zavodowsky, 1968
- J. omanensis Hudson & Sudbury, 1959
- J. ovalis (Dunbar & Condra, 1932)
- J. rectangularia?
- J. rituensis Sun, 1983
- J. scalaris (Mansuy, 1913)
- J. transversa Sun, 1991
- J. tuotalaensis Sun, 1983